# Pravo na objašnjenje
U regulaciji algoritama, posebno veštačke inteligencije i njenog podoblasti mašinskog učenja, pravo na objašnjenje je pravo da se dobije objašnjenje za izlaz algoritma. Takva prava se prvenstveno odnose na prava pojedinca da im se da objašnjenje za odluke koje značajno utiču na pojedinca, posebno pravno ili finansijski. Na primer, osoba koja podnese zahtev za kredit i bude odbijena može zatražiti objašnjenje, koje bi moglo biti „Kreditni biro X izveštava da ste prošle godine proglasili bankrot; ovo je glavni faktor zbog kojeg se smatra da postoji velika verovatnoća da nećete plaćati, te stoga vam nećemo dati zajam za koji ste se podneli zahtev.“
Neka takva zakonska prava već postoje, dok je obim opšteg „prava na objašnjenje“ predmet rasprave koja je u toku. Izneti su argumenti da je „društveno pravo na objašnjenje“ ključna osnova za informaciono društvo, posebno zato što će institucije tog društva morati da koriste digitalne tehnologije, veštačku inteligenciju, mašinsko učenje. Drugim rečima, da bi povezani automatizovani sistemi donošenja odluka koji koriste objašnjivost bili pouzdaniji i transparentniji. Bez ovog prava, koje bi se moglo konstituisati zakonski i kroz profesionalne standarde, javnost će ostati bez mnogo mogućnosti da ospori odluke automatizovanih sistema.